# Vallmanya (Alcarràs)
|  | Aquest article tracta sobre l'entitat de població d'Alcarràs. Vegeu-ne altres significats a «Vallmanya (desambiguació)». |

Vallmanya és una entitat de població del municipi d'Alcarràs, a la comarca del Segrià.

## Localització
El llogarret, situat a l'oest del terme municipal, a ponent de la serra del Coscollar, és una propietat d'unes 3.500 hectàrees que són regades pel canal d'Aragó i Catalunya. La carretera L-800 és la seva principal via de comunicació.

## Llocs d'interès
Al nucli hi ha una antiga casa senyorial del segle xviii, recentment restaurada, i en un turó proper s'hi ha trobat ceràmica romana i algunes sepultures megalítiques.
En aquest llogaret fou on Francesc Macià tenia la finca familiar i la casa on hi va passar moltes temporades, coneguda actualment com a Cal Macià.